# 布蘭斯菲爾德海峽
布蘭斯菲爾德海峽（英語：Bransfield Strait）是南極洲的海峽，位於南設得蘭群島和南極半島之間，連接威德爾海和別林斯高晉海，長300公里、寬100公里，該海峽以英國探險家命名。

## 外部連結
- 本条目引用的公有领域材料来自美国地质调查局的文档《布蘭斯菲爾德海峽》 （資料來自地名信息系统）。

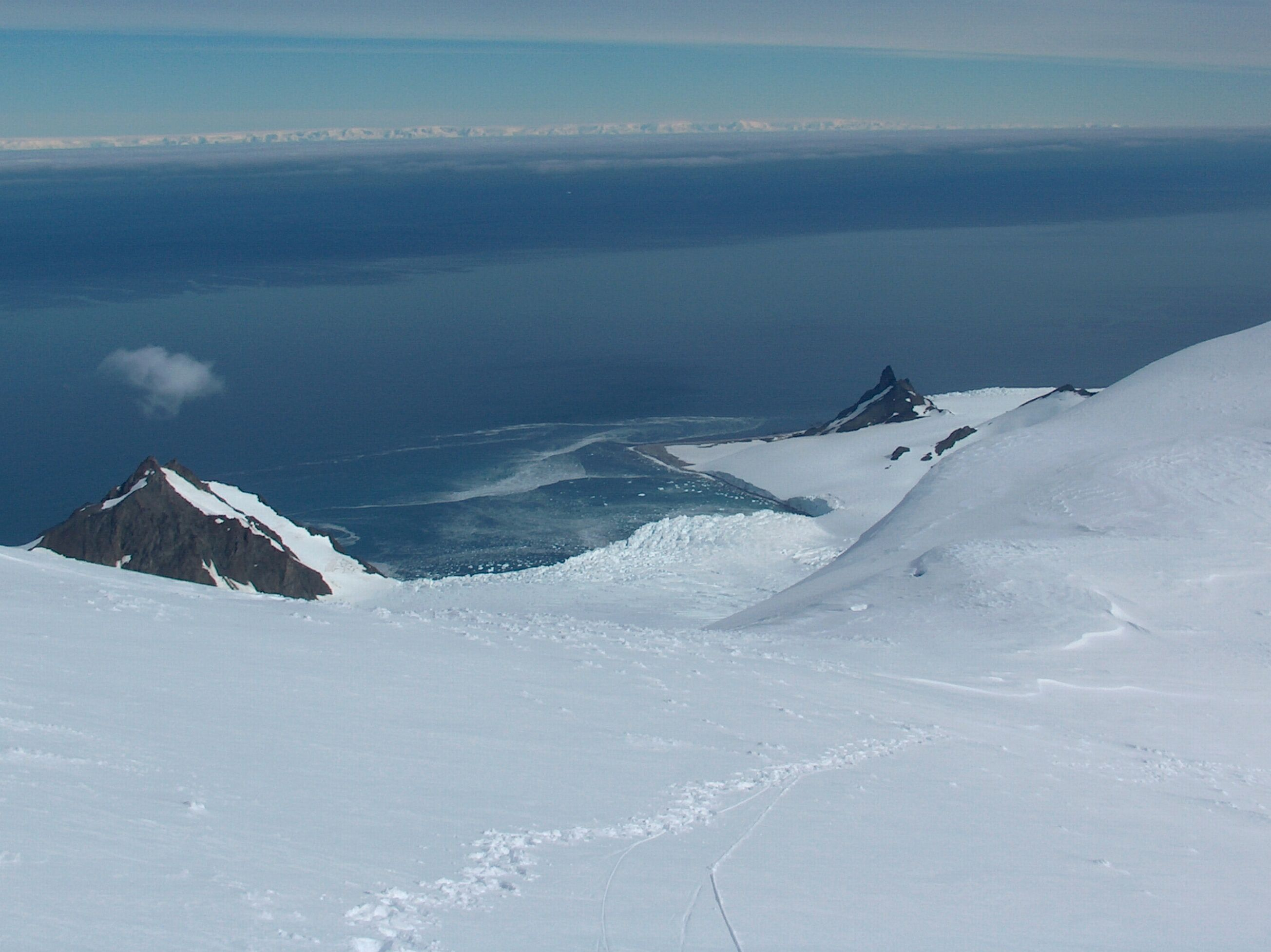

- Bathymetric map of the Bransfield Straight, Antarctic Peninsula, showing zone of active rifting and volcanism （页面存档备份，存于）.

63°S 59°W / 63°S 59°W